# Sepp Holzer

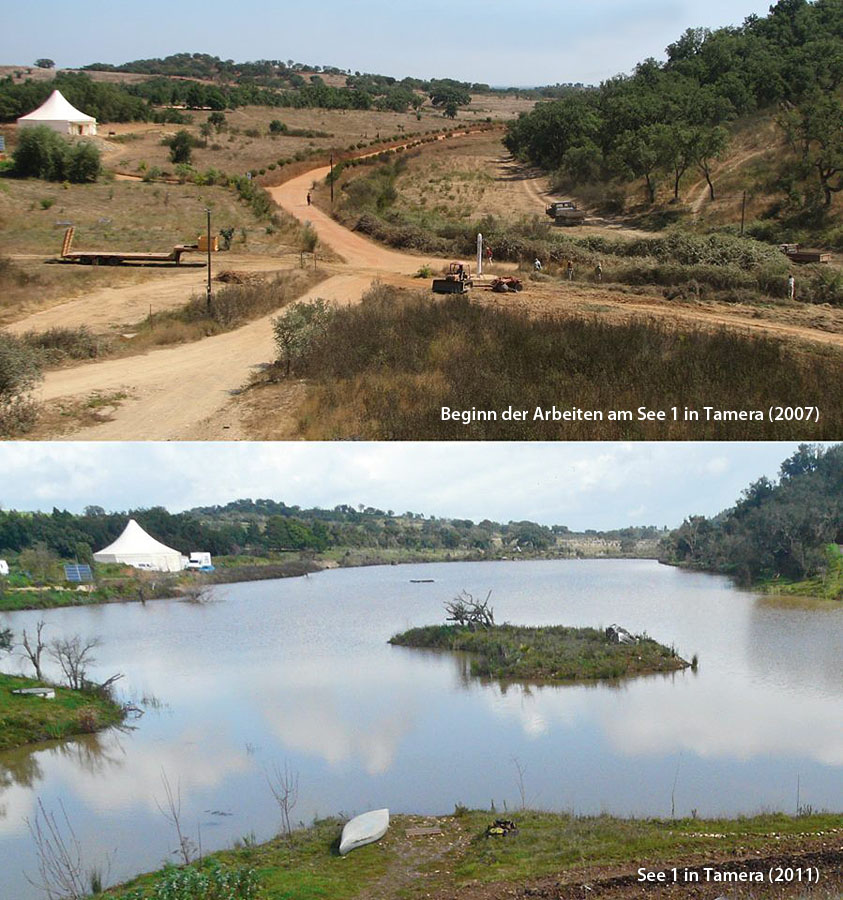
Uma paisagem projetada por Holzer para realizar a captação de água da chuva em Relíquias, Portugal

Josef "Sepp" Holzer (nascido em 24 de julho de 1942 em Ramingstein, Áustria) é um agricultor, autor e consultor internacional de agricultura natural. Criado em uma tradicional família rural católica, assumiu a fazenda de seus pais nas montanhas em 1962 e ficou conhecido por usar técnicas de agricultura ecológica ou permacultura em grandes altitudes (1.100 a 1.500 m)  depois de não ter sucesso com métodos agrícolas convencionais.
Holzer foi chamado de o "rebelde agrícola" pelo biólogo austríaco Bernd Lötsch porque persistiu em sua tarefa, apesar de ter sido multado e até ameaçado de prisão por práticas como não podar suas árvores frutíferas.

## Trabalho atual
Até 2010, ainda realizava seminários sobre permacultura tanto em sua fazenda "Krameterhof" como em todo o mundo, por meio de sua empresa Holzer Permaculture, enquanto dava sequência aos trabalhos em sua fazenda alpina.
É autor de vários livros. Trabalha em seu país como ativista da permacultura entre a indústria agrícola convencional, e no exterior como consultor de agricultura ecológica.
Ele é o tema do filme The Agricultural Rebel ["O rebelde agrícola"], dirigido por Bertram Verhaag.

## Filmografia
- Permaculture Now! - Desert or Paradise? (2013)[6][7]
- Sepp Holzer's Permaculture: 3 Films About Permaculture Farming (2015)[8][9][10]